# ویلافرانا پیمونته
ویلافرانا پیمونته (به ایتالیایی: Villafranca Piemonte) یک کومونه در ایتالیا است که در استان تورین واقع شده‌است. ویلافرانا پیمونته ۵۱٫۰ کیلومتر مربع مساحت و ۴٬۸۱۳ نفر جمعیت دارد.